# Chebeague Island
Chebeague Island – miasto w Stanach Zjednoczonych, w stanie Maine, w hrabstwie Cumberland.